# Jean-Marc Marino
Jean-Marc Marino (nacido en Castres, Tarn, el 15 de agosto de 1983) es un exciclista profesional y famoso francés. Debutó como profesional en 2006, con el equipo Crédit Agricole.

## Palmarés
2005
- La Côte Picarde

## Resultados en las grandes vueltas
| Carrera         | 2006 | 2007 | 2008 | 2009 | 2010 | 2011 | 2012  | 2013  | 2014  |
| --------------- | ---- | ---- | ---- | ---- | ---- | ---- | ----- | ----- | ----- |
| Giro de Italia  | -    | -    | -    | -    | -    | -    | -     | -     | -     |
| Tour de Francia | -    | -    | -    | -    | -    | -    | 131.º | 116.º | 160.º |
| Vuelta a España | -    | 93.º | Ab.  | -    | -    | -    | -     | -     | -     |
| Mundial en Ruta | -    | -    | -    | -    | -    | -    | -     | -     | -     |

-: no participa

Ab.: abandono

## Equipos
- Crédit Agricole (2006-2008)
- Sojasun (2009-2013)
  - Besson Chaussures-Sojasun (2009)
  - Saur-Sojasun (2010-2012)
  - Sojasun (2013)
- Cannondale (2014)